# Paul-Jürgen Porr
Paul-Jürgen Porr, né le 2 février 1951 à Mediaș, est un homme politique roumain, président du Forum démocratique des Allemands de Roumanie (FGDR) depuis 2013.

## Biographie

### Études et carrière professionnelle
Paul-Jürgen Porr est médecin, spécialiste en médecine interne et gastro-entérologie, diplômé de l'Université de médecine et pharmacie Iuliu Hațieganu de Cluj-Napoca. 
Entre 1985 et 2006, il a travaillé en tant que médecin dans la clinique médicale III de Cluj.
Il est actuellement chef de clinique d'urgence hospitalière Sibiu et depuis 2006 maître de conférences à la Faculté de médecine Victor Papilian de Sibiu.

### Carrière politique
Lors des élections locales de 2008 Paul-Jürgen Porr est élu conseiller du județ de Sibiu sous l'étiquette du FDGR puis est réélu en 2012.
Il devient président du parti le 5 mars 2013, succédant au maire de Sibiu de l'époque, Klaus Iohannis.